# Affoltern am Albis
Affoltern am Albis é uma comuna da Suíça, no Cantão Zurique, com cerca de 10.124 habitantes. Estende-se por uma área de 10,56 km², de densidade populacional de 959 hab/km². Confina com as seguintes comunas: Aeugst am Albis, Hedingen, Jonen (AG), Mettmenstetten, Obfelden, Ottenbach, Stallikon.
A língua oficial nesta comuna é o Alemão.